# Laufbahnberatung
Laufbahnberatung umfasst die Analyse aller Kompetenzen zur eigenverantwortlichen Gestaltung des beruflichen Lebenslaufes. Anlässe für eine Laufbahnberatung sind berufliche Übergänge aller Art. Sie können selbst initiiert sein oder durch äußere Einflüsse veranlasst worden sein. Beispiele für laufbahnberatungsrelevante Übergänge sind Neuorientierung auf eigenen Wunsch, um den Grad an Selbstverwirklichung zu verbessern; drohende Arbeitslosigkeit; Wiedereinstieg nach Elternzeit; Wiedereinstieg nach Krankheit wie z. B. Burnout-Syndrom; vom Arbeitgeber unterstützte Neuorientierung bei Arbeitslosigkeit (Outplacement); Existenzgründung und der Übergang vom Beruf in die Nachberufsphase.

## Begriffsdefinition
Früher war der Begriff Laufbahnberatung eng bezogen auf vordefinierte Laufbahnen – etwa in der öffentlichen Verwaltung, im Sport oder im Schuldienst. Auch die Begriffe Studienberatung und Berufsberatung implizieren ein Beratungsverständnis, das jeweils auf eine ganz spezifische Entscheidung ausgerichtet ist: Welchen Beruf soll der Klient anstreben? Für welches Studium soll er sich entscheiden? Dahinter stand die Vorstellung von einem Beruf, der dann ein Leben lang weitgehend unverändert ausgeführt wird. Heute haben sich die Rahmenbedingungen für Erwerbstätigkeit und Berufsverläufe entscheidend verändert. Durch den Wandel in der Arbeitswelt sind neue Berufe entstanden, die sich nicht mehr in klassische Berufsbilder fassen lassen. In der heutigen Wissensgesellschaft sinkt die Halbwertzeit von erworbenem Wissen immer weiter ab, durch die Verbreitung des Internets sind räumliche und zeitliche Barrieren weitestgehend aufgehoben. Die frühere kontinuierliche Normalerwerbsbiografie wird immer stärker abgelöst durch diskontinuierliche und mehrgleisige Berufsverläufe.
Deshalb wird in neueren Veröffentlichungen der Begriff Laufbahnberatung weiter gefasst und dient nun als Oberbegriff für professionelle Beratung zur erfolgreichen Gestaltung des beruflichen Werdegangs.
Laufbahnberatung setzt in Abgrenzung zur Berufsberatung überwiegend bei der Beratung von Erwachsenen an, aber auch Jugendliche und junge Erwachsene können mit laufbahnberaterisch orientierten Konzepten begleitet werden.

## Laufbahnforschung als Grundlage der Laufbahnberatung
Die Laufbahnforschung befindet sich aktuell in einem Übergang. Die traditionellen Theorien sind in der Praxis weiterhin wirksam, die praktischen Implikationen der neueren Theorien sind noch nicht hinreichend ausgearbeitet, die Theoriebildung kämpft selbst noch mit den veränderten und sich ausdifferenzierenden Anforderungen. Die Praxis ändert sich in einem Tempo, bei dem die Theoriebildung nicht nachkommt. So vergrößert sich in den letzten Jahren die in der Laufbahnforschung bereits seit langer Zeit sichtbare Lücke zwischen Laufbahntheorien und Beratungspraxis.
Die Komplexität erhöht sich zusätzlich dadurch, dass nicht nur Praktiker und Theoretiker auf diesen Prozess einwirken, sondern ebenso wirtschaftliche und gesellschaftliche Entwicklungen und politische Rahmenvorgaben.
Während das vorwiegende Beratungsziel in traditionellen Laufbahnentwicklungsansätzen darin lag, den richtigen, passenden (Lebens-)Beruf zu finden, ist dieses Ziel unter den Bedingungen heutiger Berufstätigkeit in den meisten Fällen obsolet geworden. Der französische Laufbahnforscher Guichard bringt die zentrale Frage der modernen Laufbahnberatung auf den Punkt:

„Wie können Individuen dabei unterstützt werden, für ihr eigenes Leben innerhalb ihres gesellschaftlichen Kontexts Regie zu führen?“

Die neuen theoretischen und praktischen Laufbahnentwicklungsansätze müssen – wie schon durch Super in seinem life-span/life-space Modell 1990 angeregt wurde – eine ganzheitliche Perspektive einnehmen. Nicht die Bedingungen auf dem Arbeitsmarkt bestimmen die Vorgehensweise in der Laufbahnberatung, sondern sie orientiert sich vorrangig an den Bedürfnissen der Klienten. Diese Entwicklung kennzeichnet die eigentliche Erweiterung der Berufsberatung zur Laufbahnberatung. Die Laufbahnentwicklung wird nun im Kontext der gesamten Persönlichkeitsentwicklung wahrgenommen. Nun geht es um „fitting work into individuals’ lives“, nicht mehr um „fitting individuals into jobs“.
Konsequenterweise wird damit die Fokussierung von beruflicher Beratung auf die Eingliederung in den Arbeitsmarkt hinfällig: „Die Beratungsmaßnahmen sollen daher nicht mehr unbedingt auf die Aufnahme oder Wiederaufnahme einer Beschäftigung ausgerichtet werden. Es können verschiedene, die Gesamtperson umfassende Maßnahmen ergriffen werden, die eine selbstbestimmte Lebensplanung und ihre Eigenverantwortung als Bürger stärken und fördern. Alle Übergangsphasen des Lebens können Gegenstand der Beratung werden“.
Zur Umsetzung dieses Anspruchs wird in Theorie und Praxis immer wieder die Perspektive des Konstruktivismus herangezogen, die die positivistische Herangehensweise der traditionellen Laufbahnentwicklungsansätze ablösen soll. Im konstruktivistischen Verständnis sind Laufbahn und Karriere subjektive Erfahrungen. Das Individuum erschafft über Laufbahnentscheidung und die folgenden Handlungen Bedeutung und letztlich den persönlichen Sinn.

## Der Auftrag der neuen Laufbahnberatung
Neue Laufbahnberatungsansätze haben in Reaktion auf die gesellschaftliche Dynamisierung weitergehende Anforderungen zu erfüllen:
- „[…] die Unterstützung der Anpassungsleistungen, die in der Folge (und in der Antizipation) von größerer Unsicherheit und möglicher Erwerbslosigkeit notwendig werden,
- der aufgrund einer zunehmend selbst gestalteten Laufbahn notwendige Aufbau der Komponenten der persönlichen Anpassungsfähigkeit (u. a. Optimismus, Offenheit, Selbstwirksamkeitserwartung, internale Kontrollüberzeugung, Proaktivität),
- die Ausrichtung der Beratung auf Aufbau, Wahrung und Stabilität der Identität des Klienten“[7]

Bußhoff sieht schon früh das übergeordnete Ziel der Laufbahnberatung darin, die Klienten zu befähigen, sich in zukünftigen Beratungssituationen mit Hilfe ihres erlernten Prozesswissens selbst zu beraten und nennt die erworbenen Fähigkeiten, Haltungen und Erfahrungen Neuorientierungskompetenzen. Er bezeichnet es als das „Erlernen selbstgesteuerten und selbstverantworteten Laufbahnverhaltens“.
Werden die Kernanliegen aus der Perspektive der betroffenen Individuen formuliert, so darf nicht die Anpassungsfähigkeit in den Vordergrund gestellt werden, sondern die in Kompetenzentwicklungsprozessen angelegte Gestaltungsfähigkeit. Daraus ergeben sich folgende Anforderungen an eine Laufbahnberatung:
- Entwicklung von Kompetenzen zur Bewältigung von Übergängen,
- Ermutigung zur Arbeit an einer für die Lebensphase und den Lebenskontext stimmigen Identität,
- Aufbau von Kompetenzen zur Neuorientierung und Erhalt bzw. Erweiterung von Beschäftigungsfähigkeit und evtl. Kompetenzen, die eine Selbstständigkeit ermöglichen.

## Prinzipien moderner Laufbahnberatungsansätze

### Beratung auf Augenhöhe
Amundson umreißt wesentliche Veränderungen in der Beratungspraxis. Die Haltung einer aktiven Verbundenheit mit den Klienten ermöglicht die ganzheitliche Beratung durch den fließenden Wechsel zwischen laufbahnorientierten und persönlichen Belangen. In der Vergangenheit wurden die Lösungen in der Laufbahnberatung durch Beobachtung und Benennen erzeugt. Passende Berufsbilder wurden zugewiesen. Nun findet eine Umkehrung dieser Verhältnisse statt, der Berater dient dem Klienten, indem er ihn unterstützt, sich seiner Identität bewusst zu werden, um sich auf für ihn passende berufliche Tätigkeiten zuzubewegen.

### Ressourcenorientierung und Potenzialentwicklung
Eine weitere wichtige Implikation aus der ganzheitlichen Beratung ist das ressourcenorientierte Arbeiten. Ganzheitlich arbeitende Laufbahnberater betreiben Potenzialentwicklung, auch wenn in der Krisen- oder Übergangssituation beim Klienten zunächst die Schwächen im Vordergrund stehen. Dies bedeutet die Einbeziehung des Umfelds, des sozialen Netzes der Klienten, um Ressourcen zu identifizieren und zu aktivieren, die den Klienten in seinem Prozess dauerhaft unterstützen können.

### Ermutigung und Lösungsorientierung
Klienten reichen oftmals ihre bisherigen Bewältigungsstrategien und Handlungsmuster nicht aus, um die aktuelle Situation zu meistern. Amundson spricht von einer „crisis of imagination“. So wird es zu einer Aufgabe der Berater, durch die entsprechende Auswahl an Methoden die Fähigkeit des Klienten zum kreativen Problemlösen neu zu stimulieren. Hier setzt auch das lösungsorientierte Beraten in der Tradition De Shazers an, bei dem vorrangig das Ziel bzw. die Lösung in den Blick genommen wird, wodurch der Möglichkeitsraum des Klienten erweitert werden soll. Dahinter steht die Grundhaltung des Beratenden, dass Klienten das Wissen und die Ressourcen mitbringen, ihre Probleme bzw. Herausforderungen selbst zu lösen. Die Aufgabe der Laufbahnberater ist dann zunehmend eine mäeutische.

### Biografieorientierung
Durch den Einbezug der Biografie und der Lebenswelt der Klienten ergibt sich die Möglichkeit, Muster und Strukturen zu erkennen oder herauszuarbeiten, die wiederum richtungsweisend für zukünftige Orientierungen sein können, da sie einen wesentlichen Aspekt des persönlichen Profils der Klienten ausmachen. Anstelle eines positivistischen Zergliederns und Analysierens der einzelnen Faktoren wie Interessen, Fähigkeiten, Werte etc. ist es oft sinnvoller, der narrativen Erzählung der Klienten zu folgen, in denen verschiedene Persönlichkeitsdimensionen, Lebensthemen oder auch die generelle Anpassungsbereitschaft von Klienten meist deutlich zutage tritt. So lassen sich das berufliche Selbstkonzept des Klienten annähern, Entwicklungsthemen identifizieren und zukünftige Entwicklungsmöglichkeiten bis zu einem gewissen Grad vorwegnehmen.

### Methodenpluralität
Die Rolle der Beratenden ändert sich in gleichem Maße wie die Rolle der Klienten. Im Zuge der Forderung nach ganzheitlicher, Lebenszeit- und Lebensspanne umfassender Beratung sollten die Beratenden über ein großes Repertoire an ganzheitlichen Methoden verfügen. Die Kunst besteht darin, die geeignete Methode zum Anliegen, zur Persönlichkeit des Klienten und zu dessen Stand im Prozess auszuwählen. Das Instrumentarium neuerer Laufbahnberatungsansätze (s. u.) umfasst berufliche und Persönlichkeitsdiagnostik, Methoden aus dem lösungsorientierten Kurzzeitcoaching nach Steve de Shazer, systemische Coachingmethoden zur Begleitung von Ressourcenaufbau und zur Stärkung von Veränderungskompetenzen, intuitive und narrative Verfahren wie Fantasiereisen, Aufstellungsarbeit und Methoden aus der individualpsychologischen und gestaltpsychologischen Arbeit. Je nach Werdegang und Vorbildung des jeweiligen Laufbahnberaters ergibt sich hier eine individuelle Zusammensetzung.

### Komplexitätsreduktion und proaktive Auseinandersetzung mit der eigenen Beschäftigungsfähigkeit
Selbst wenn die wirtschaftliche und gesellschaftliche Realität heute den proaktiven, selbstverantwortlichen Menschen fordert, wird dieser noch lange nicht automatisch generiert. Ein Paradigmenwechsel, der in den Köpfen der Beteiligten stattfinden muss, benötigt seine Zeit und Reflexionsräume. Einen solchen Raum kann Laufbahnberatung darstellen. In dieser Übergangszeit ist es die vorrangige Aufgabe der Laufbahnberater, die Klienten dabei zu begleiten und zu unterstützen, ihre individuellen Lebensentwürfe im Spannungsfeld von Anpassung und Gestaltung zu entwickeln und ihre Entscheidungsfähigkeit so zu stärken, dass sie sich in diesem Möglichkeitsraum positionieren. Neue Laufbahnen, die nur noch in seltenen Fällen traditionellen Laufbahnmustern folgen, sind durch Offenheit gekennzeichnet, was mit Chancen und Risiken gleichermaßen verbunden ist: Chancen bieten sich durch neue Durchlässigkeiten in Bildungsgängen und einer Abkehr vom Beruflichkeitsprinzip, Risiken entstehen durch die fehlenden Möglichkeiten zur längerfristigen Planung und die ständig steigende Zahl der extern erforderlichen oder von den Betroffenen selbst gewünschten Laufbahnübergänge. Es besteht eine wachsende Unsicherheit, überhaupt noch in die Zukunft zu planen. Diese Offenheit muss auch im Sinne einer Komplexitätsreduktion in den neuen Laufbahnberatungsansätzen für die Individuen handhabbar gemacht und durch Vertrauen in eigene Kompetenzen abgemildert werden.

## Praxis der Laufbahnberatung

### Zielgruppen
- Alle Erwachsenen in beruflichen Übergangsprozessen, z. B. Wiedereinstieg nach Elternzeit, Stellenwechsel, Aufstieg Führungskarriere, Fachkarriere, Wiedereinstieg nach Arbeitslosigkeit, Wiedereinstieg nach Krankheit und Burnout-Syndrom, Wunsch nach mehr Erfüllung und Selbstverwirklichung im Beruf, Existenzgründung
- Übergang vom Beruf in die Nachberufsphase
- Beratung bei Patchwork-Karrieren, Entwicklung individueller Arbeits- und Lebensmodelle
- Schüler, die nach alternativen und umfassenderen Beratungsformen suchen
- Studierende, Studienwechsler und Studienabbrecher

### Mögliche Beratungsinhalte in der Laufbahnberatung
- Umfassende Anliegensklärung, eventuell diagnostische Analyse der beruflichen Übergangssituation mit Hilfe von Prozess- und Kompetenzmodellen
- Standortbestimmung mit Analyse des aktuellen Jobs, Zufrieden- und Unzufriedenheitsfaktoren
- Biografiearbeit, Arbeitsverständnis in der Herkunftsfamilie
- Arbeit mit Prägungen und Charakterstärken
- Bilanzieren, Verdichten und Fokussieren von Karrierebausteinen wie Stärken, Interessen, Werten, Zukunftsvorstellungen, Karrierevorstellungen, Rollenverständnis im Beruf
- Identitäts- und Visionsarbeit
- Entwickeln von mehreren beruflichen Möglichkeiten evtl. als Patchwork-Entwurf oder als Kombination von Anstellung und Selbstständigkeit
- Unterstützung bei der Recherche, beim Vergleichen und Abwägen von Alternativen
- Bildungs- und Weiterbildungsberatung
- Unterstützung in Entscheidungsfindungsprozessen
- Zielfindung, Entwicklung von Haltungs- und Handlungszielen
- Entwickeln von Ideen für das Probehandeln in neuen Arbeitsbereichen oder die Entwicklung von ersten beruflichen Prototypen, die als Referenz bei der Stellensuche dienen können
- Training von Selbstmanagement- und Umsetzungskompetenzen
- Bewerbungsberatung, Vorbereitung von Jobinterviews, Unterstützung bei alternativen Bewerbungsstrategien, bei Studierenden Vorbereitung auf Assessment-Center
- Begleitung in der ersten Zeit im neuen Tätigkeitsfeld
- Bei Schülern Vorbereitungsmaßnahmen auf berufliche Anforderungen wie Auswahlgespräche, Studierfähigkeitstests (Bewerbungstraining, Testtraining, Schnupperstudium).

### Methoden
- Psychologischen Eignungsanalysen, Potenzialanalysen
- Kompetenzbilanzen
- Career-Profiling, bei dem die individuellen Karrierebausteine mit äußeren beruflichen Möglichkeiten abgeglichen werden
- Wertesammlungen und -fokussierungen
- Arbeit mit analogen Medien, Metaphern und Visualisierungen, um intuitive Aspekte zu integrieren
- Interventionen aus der Individualpsychologie, z. B. Kreislauf der Ermutigung, Stärkengeschichten
- Methoden aus der Gestaltpsychologie, z. B. Kontaktzyklus, Arbeit mit dem leeren Stuhl
- Systemische Coachingmethoden, z. B. systemische Fragen, Aufstellungsarbeit, Timeline, Tetralemma
- Methoden aus dem Zürcher Ressourcen Modell zur Entscheidungs- und Zielfindung

## Aktuelle Laufbahnberatungsansätze in Deutschland
Während die Professionalisierung der Laufbahnberatung in der Schweiz und in Österreich bereits stattgefunden hat, steht sie in Deutschland immer noch in den Anfängen. Die schweizerische Laufbahnberatung zeichnet sich durch eine eigene Aus- und Weiterbildungen zum Diplom-Laufbahnberater und ein flächendeckendes Netz von professionellen, systematisch aus- und weitergebildeten, öffentlichen und privaten Laufbahnberatern aus. Die Entwicklung der deutschen Laufbahnberatung wurde durch das Mo-nopol des Arbeitsamts auf Berufsberatung bis zum Fall des beruflichen Beratungsmonopols im Jahr 1998 erschwert.
Inzwischen gibt es eine Reihe von Coaching- und Beratungsdienstleistungen für Erwachsene in Form von Newplacement-, Career-Planning-, Karriere- und Berufswegplanung, Jobcoaching-Angeboten etc. Stellvertretend für die im obigen Sinne dargestellten neuen Laufbahnberatungsansätze werden zwei Beratungskonzepte vorgestellt, die inzwischen auf eine fünfzehn- bis zwanzigjährige Beratungspraxis zurückblicken. Die Auswahl erfolgt auf Basis der aus den Anforderungen an eine zeitgemäße Laufbahnberatung abgeleiteten Kriterien (s. o.):
- Die Zielgruppe des Angebots ist so umfassend, dass sich die verschiedensten beruflichen Übergänge abbilden lassen, das Angebot kann präventiv sowie in akuten Übergangssituationen genutzt werden.
- Der Laufbahnberatungsprozess erfolgt biografie- und wertorientiert sowie ressourcen- und damit auch kompetenzorientiert und lösungsorientiert.
- Die europäischen Richtlinien des Rates zur lebensbegleitenden Beratung[10] sind umfassend berücksichtigt.
- In die Konzepte fließen langjährige Erfahrungen aus Ländern, in denen sich bereits ein laufbahnberaterischer Markt ausbilden konnte.
- Das Menschenbild des Laufbahnberatungsansatzes beruht auf den Grundsätzen der humanistischen Psychologie und der angewandten Laufbahnpsychologie.
- Es kann eine fundierte, zertifizierte Ausbildung mit Praxis- und Theorieintegration gewährleistet werden.

Anhand dieser zwei Ansätze lassen sich die Grundlagen einer modernen Laufbahnberatung in ihrer Funktion als Übergangsberatung aufzeigen. Beide Ansätze haben das Potenzial, in adaptierter Form im Bildungs- und Berufsbildungswesen oder in der Personalentwicklung zur Entwicklung von zukunftsfähigen Beratungsdiensten Modell zu stehen. Sie können im Sinne einer Vorreiterfunktion die Forderung vorantreiben, für eine breite Zielgruppe von Beratungssuchenden sinnvolle Zugänge zu beraterisch unterstützten Orientierungsprozessen zu ermöglichen.

## Deutschsprachige wissenschaftliche Literatur
- H.-U. Hohner: Laufbahnberatung: Wege zur erfolgreichen Berufs- und Lebensgestaltung. Huber, Bern 2006.
- T. Lang-von Wins, C. Triebel: Karriereberatung. Coachingmethoden für eine kompetenzorientierte Laufbahnberatung. Heidelberg 2011.
- M. Möhrt, I. Söller: Handbuch für die Berufs- und Laufbahnberatung. Vandenhoeck & Ruprecht, Göttingen 2005.
- M. Nohl: Entwicklung von Übergangskompetenz in der Laufbahnberatung. Köster, Berlin 2009.
- M. Nohl: Biografieorientierte Laufbahnberatung. In: J. P. Pahl: Lexikon der Berufsbildung. Bertelsmann, Gütersloh 2015.
- R. M. Gasteiger: Laufbahnentwicklung und -beratung. Hogrefe, Göttingen et al. 2014.